# Roger Vandenberghe
Roger Vandenberghe (nascido Robert Adler), apelidado de Vanden, ou Le tigre noir (O tigre negro), nasceu em 26 de outubro de 1927 em Paris e morreu em 5 de janeiro de 1952 em Nam Định, foi um soldado francês e operador especial conhecido por suas ações no Tonquim na Guerra da Indochina. Ele foi condecorado com a Légion d'Honneur aos 21 anos.
Ele é o suboficial mais condecorado do exército francês no século XX, com dezoito citações e oito feridas, em sua maioria recebidas durante a Guerra da Indochina. Ele realizou um grande número de operações "golpe de mão" à noite atrás das linhas do Viet-Minh, à frente de seu comando de guerrilheiros vietnamitas apelidado "os tigres negros". Ele causava medo nos vietnamitas a tal ponto que sua cabeça foi colocada a prêmio. Ele foi traído e assassinado por um de seus homens (ex-Viet-Minh) aos 24 anos.

## Infância
Roger Vandenberghe nasceu em 26 de outubro de 1927 no 14º distrito de Paris. Seu pai Émile Raoul Vandenberghe (nascido em Le Havre em 26 de dezembro de 1885), um inválido de guerra (gasado) de origem belga, gravemente doente com tuberculose e desempregado, teve que partir pouco depois para um sanatório para obter tratamento. Sua mãe Toba Adler, nascida em Galatz, na Romênia (não confundir com a região espanhola da Galícia) e de fé judaica (que mais tarde lhe valeu a deportação pelo comboio 66 do campo de Drancy para campo de Auschwitz em 20/01/1944; ela não voltou da deportação), então tentou atender às necessidades de sua família fazendo trabalhos domésticos, mas, por sua vez doente, ela finalmente resolveu colocar Roger e seu irmão Albert (nascido Albert Adler), três anos mais velho, ao cargo da assistência pública em 1932. Eles passam anos difíceis lá no internato. Em 1935, foram confiados a duas famílias de camponeses bearneses da aldeia de Arthez-de-Béarn para ajudar no campo enquanto continuavam a frequentar a escola.
Durante esses anos no campo, o jovem Roger dificilmente se concentra nos estudos. Ele prefere vagar pelas colinas circundantes, guardando os rebanhos e destacando-se por sua habilidade com o estilingue e suas habilidades de caça furtiva. Apesar de tudo, conseguiu o certificado escolar em 1938. No ano seguinte, seu pai morreu e a guerra estourou.

## Primeiras combates
Ele quer se juntar à Resistência, mas, apesar de sua constituição forte, é recusado por ser muito jovem. finalmente, em 14 de julho de 1944, aos 16 anos, com seu irmão, ingressou no Corps franc Pommiès que, do ponto de vista operacional, depende diretamente do BCRA de Londres, o serviço secreto francês livre. Ele rapidamente se destacou dentro desta trupe, que foi a primeira a retornar à Alsácia. Em 10 de janeiro de 1945, aos 17 anos, foi ferido pela explosão de uma mina durante um reconhecimento para o qual se voluntariara. Esta ação lhe vale a citação na ordem do regimento. Ao final da guerra, Vanden, como passou a ser apelidado a partir de então, decidiu permanecer no exército. Ele foi então designado no dia 12 de fevereiro à 2ª companhia do 49º Regimento de Infantaria, formado por veteranos do Corps franc Pommiès, estacionado na Alemanha. Nomeado cabo em 1946, ofereceu-se com seu irmão para a Indochina e ingressou no 2º Batalhão de Marcha do Corpo Expedicionário Francês no Extremo Oriente.

## A estadia na Indochina
| “                               | Que a França me dê cem Vandenberghes, e nós derrotaremos o Viet-Minh... | ” |
| — General de Lattre de Tassigny |                                                                         |   |

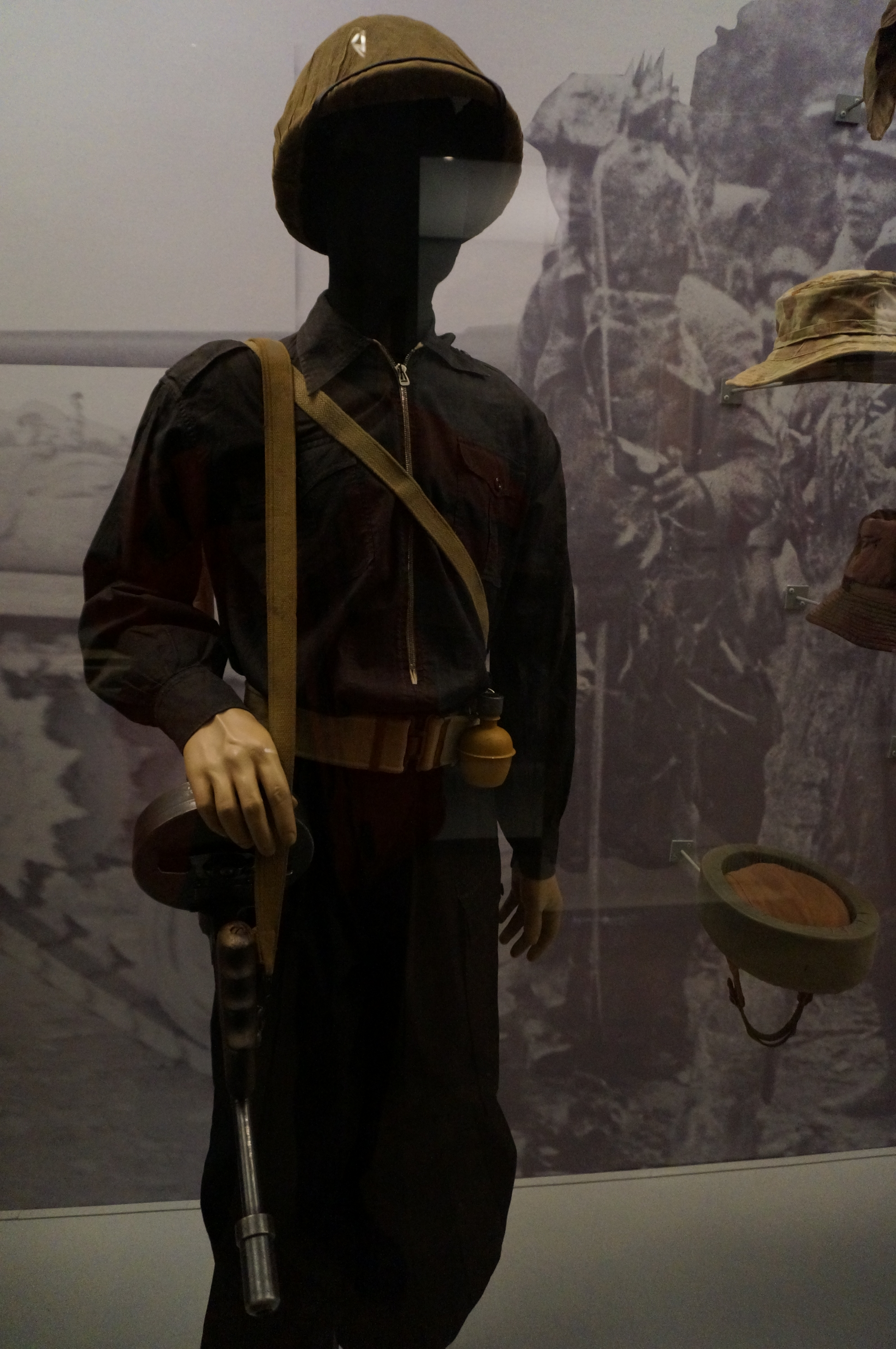
Exemplo de comando Vandenberghe, Museu do Exército.

Em 11 de janeiro de 1947, Vanden embarca em Marselha. Um mês depois, chega a Tourane em Annam e apaixona-se por este país que parece conhecer desde sempre.
Em 6 de janeiro de 1948, seu irmão mais velho Albert foi morto em Ha Dong durante um assalto; após a morte de seu irmão, seu destino se cristaliza. Este luto terrível que o priva de qualquer família consangüínea será provavelmente a principal fonte de sua motivação em suas lutas futuras.
Gravemente ferido em fevereiro de 1949, quando era sargento e comandante de uma seção de guerrilheiros do 6ª Regimento de Infantaria Colonial, foi nomeado Cavaleiro da Legião de Honra aos 21 anos. Após oito meses de convalescença, ele voltou para a Indochina. Muitos feitos de armas foram realizados, entre outros em maio de 1951, o ataque a Ninh Binh para recuperar o corpo do Tenente Bernard de Lattre de Tassigny, morto quando seu posto caiu nesta região chamada de calcário.
Mais tarde, o General de Lattre de Tassigny, comandando a Força Expedicionária Francesa no Extremo Oriente, decidiu criar 8 comandos do Vietnã do Norte, unidades leves com supletivos locais supervisionados por suboficiais e oficiais franceses. O objetivo é desferir golpes no Viet Minh usando os mesmos métodos que ele. O número de comandos sobe para 45, incluindo o nº 24 comandado pelo Adjudant-chef Vandenberghe com dois fiéis assistentes, o sargento Puel, um bearnês como ele do 49º Regimento de Infantaria, e Tran Dinh Vy, um ex-professor que mais tarde se tornaria coronel da Legião Estrangeira.
O Comando nº 24 chamado comando "Vandenberghe", todo vestido de preto, que mais tarde seria chamado de "Les Tigres Noirs" (Os Tigres Negros), incluía guerrilheiros e recrutados locais, poucos em número no início (cerca de 50); posteriormente, aumentando o número deles, o que não lhes permitia mais seguir todo o seu efetivo e garantir a confiabilidade de cada um.
Fazendo-se passar por prisioneiro de seus próprios homens disfarçado de soldados do Viet-Minh, ele ataca um posto-de-comando (PC) independentista sobre o qual investe após penetrar vários quilômetros em território controlado pelo inimigo. Terá consigo homens que lhe igualarão a coragem e lhe reconhecerão o valor de líder e eminente estrategista que soube assimilar as táticas de seus adversários. Ele havia entendido e imitado perfeitamente o método dos guerrilheiros separatistas de infiltração na retaguarda do adversário e, com grande meticulosidade, multiplicou por dez a eficácia de seus golpes. O Ajudante-chefe Vanden era um homem alto, atlético, mas taciturno. Ele não fumava e nem bebia; sua vida se resume neste momento exclusivamente ao seu comando e à Indochina que ele adora. Um combatente formidável, seus homens o seguiam por toda parte.
Entre seus homens estava o Cabo Ehret, um jovem alsaciano; Hubert, um operador de rádio de Metz; o Sargento Gracelli, o Sargento Puel (24 anos, Medalha Militar e 6 citações, será morto ao mesmo tempo que seu chefe) e o sargento vietnamita Tran Dinh Vy (que mais tarde, após um período no exército vietnamita e a queda de Saigon, terminará como coronel da Legião Estrangeira com Legião de Honra, Medalha Militar e 20 citações francesas, americanas e vietnamitas). Deve-se notar que Vanden estava no conselho de promoção para o posto de segundo-tenente pouco antes de sua morte.
Em 5 de janeiro de 1952, o 2º Tenente Nguien Tinh Khoï (ex-comandante da unidade de assalto do 36º Regimento da 308ª Brigada do Viet Minh, capturado durante a Batalha do Rio Day em 1951) o traiu e o assassinou enquanto ele dormia em Nam Định, assim como o Sargento Puel. Vanden passou pela guerra da Indochina como um raio e morreu aos 24 anos.
Seu túmulo era o número 263 no Cemitério de Nam Định. Com o apoio de várias associações de veteranos da Indochina, seu caixão, assim como o de seu irmão Albert, foram repatriados para a França em suas regiões de adoção em 1987, Albert para o cemitério de Arthez-de-Béarn e Roger para o cemitério de Castillon, uma aldeia próxima. Uma estela em seu nome domina o vale de Béarn.

## Honras e Distinções

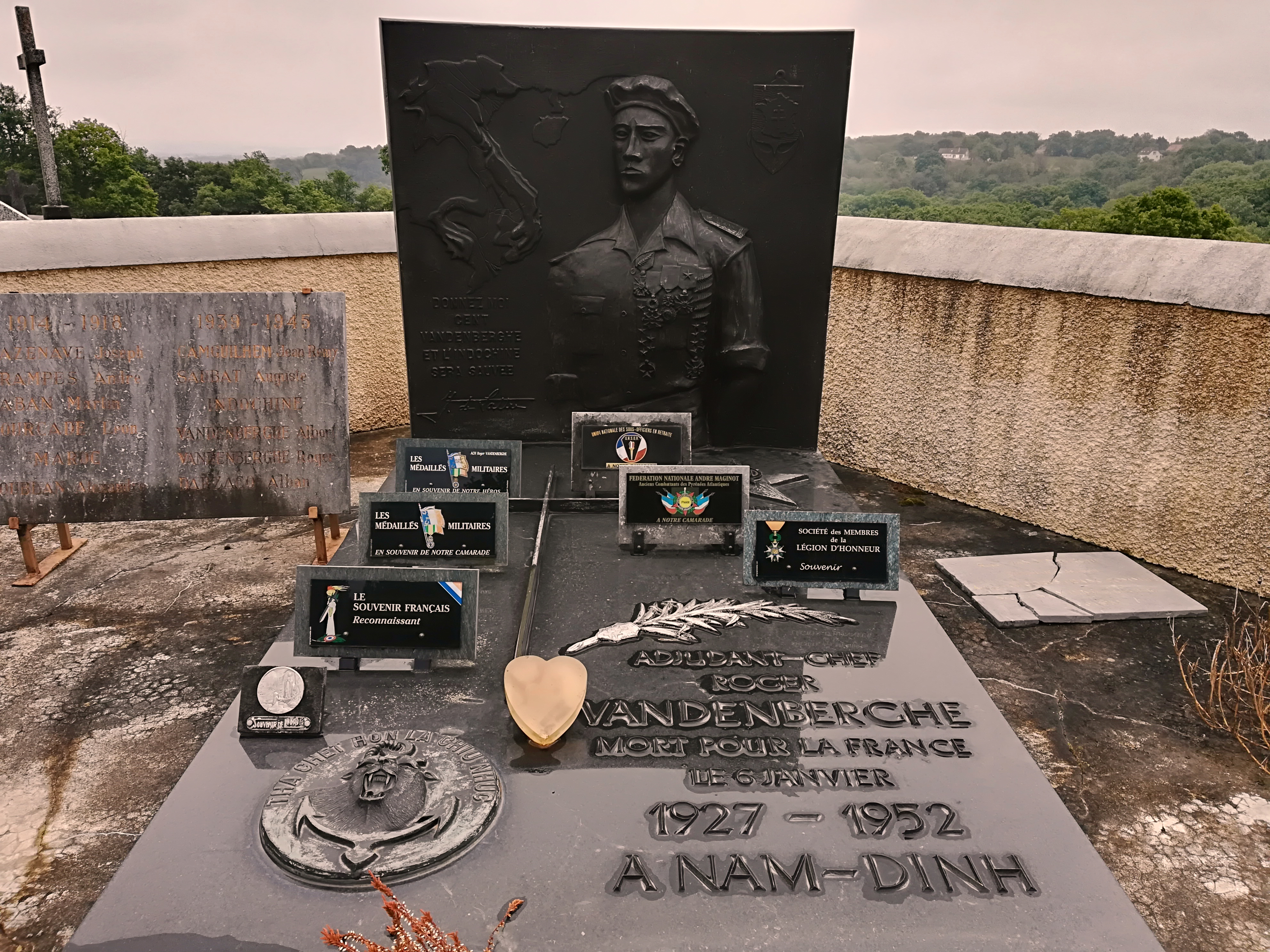
O túmulo do Adjudant-chef Roger Vandenberghe em Castillon, Arthez-de-Béarn, no sul da França.

- A 27ª promoção (1968) da Escola Nacional de suboficiais da ativa de Saint-Maixent-l'École leva o nome de Adjudant-Chef Vandenberghe.
- O Chœur Montjoie Saint Denis homenageia Vanden com uma música de mesmo nome em seu álbum Chants d'Europe IV.

### Condecorações
| Barreta                                                         | Nome                          | Grau                 | Data                |
| --------------------------------------------------------------- | ----------------------------- | -------------------- | ------------------- |
| Legion_Honneur_Chevalier_ribbon.svg                             | Legião de Honra               | Cavaleiro            | 6 de julho de 1949  |
| Medaille_militaire_ribbon.svg                                   | Medalha Militar               |                      | 27 de junho de 1948 |
| Croix_de_Guerre_1939-1945_ribbon.svg                            | Cruz de Guerra 1939-1945      | 1 citação            |                     |
| Croix_de_Guerre_des_Theatres_d'Operations_Exterieurs_ribbon.svg | Cruz de Guerra TOE            | 17 citações 9 palmas |                     |
| Medaille_des_blesses_de_guerre_ribbon.svg                       | Medalha dos Feridos de Guerra | 8 estrelas           |                     |

### Citações
- Menção na Ordem do Regimento e premiação da Croix de guerre 1939-1945 com estrela de bronze (9 de fevereiro de 1945)
- Menção à Ordem da Brigada e condecoração com a Cruz de Guerra TOE com estrela de bronze (8 de junho de 1947)
- Menção à Ordem da Brigada e condecoração com a Cruz de Guerra TOE com estrela de bronze (10 de janeiro de 1948)
- Menção na Ordem da Divisão e Condecoração da Cruz de Guerra TOE com Estrela de Prata (28 de abril de 1948)
- Medalha militar, citação à Ordem do Exército e condecoração com a Cruz de Guerra TOE com palma (27 de outubro de 1948)
- Menção à Ordem do Corpo de Exército e Concessão da Cruz de Guerra TOE com estrela de carmim (30 de novembro de 1948)
- Citação à Ordem do Exército e condecoração com a Cruz de Guerra TOE com palma (31 de janeiro de 1949)
- Menção à ordem da brigada e condecoração com a Cruz de Guerra TOE com estrela de bronze (14 de março de 1949)
- Citação à Ordem do Exército e condecoração com a Cruz de Guerra TOE com palma (25 de março de 1949)
- Citação à Ordem do Exército e condecoração com a Cruz de Guerra TOE com palma (21de abril de 1949)
- Cavaleiro da Legião de Honra, citação à Ordem do Exército e condecoração com a Cruz de Guerra TOE com palma (6 de julho de 1949)
- Menção à Ordem do Corpo de Exército e condecoração com a Cruz de Guerra TOE com estrela de carmim (25 de agosto de 1950)
- Menção à Ordem do Corpo de Exército e condecoração com a Cruz de Guerra TOE com estrela de carmim (16 de dezembro de 1950)
- Menção à Ordem do Corpo de Exército e condecoração com a Cruz de Guerra TOE com estrela de carmim (19 de setembro de 1951)
- Citação à Ordem do Exército e condecoração com a Cruz de Guerra TOE com palma (19 de setembro de 1951)
- Citação à Ordem do Exército e condecoração com a Cruz de Guerra TOE com palma (13 de dezembro de 1951)
- Citação à Ordem do Exército e condecoração com a Cruz de Guerra TOE com palma (22 de fevereiro de 1952)
- Citação à Ordem do Exército e condecoração da Cruz de Guerra TOE com palma postumamente (10 de abril de 1952)

### Ferimentos
- Ferido por mina (4 de fevereiro de 1945)
- Ferido na coxa direita por estilhaços de granada (23 de outubro de 1947)
- Baleado na coxa direita (21 de fevereiro de 1948)
- Ferido na coxa esquerda e no braço direito pela explosão de uma mina (12 de janeiro de 1949)
- Tiro no peito (18 de fevereiro de 1949)
- Baleado na coxa direita (12 de fevereiro de 1951)
- Baleado em ambas as pernas (30 de maio de 1951)
- Baleado na coxa esquerda (16 de setembro de 1951)